# ELOVL2
ELOVL2 (англ. ELOVL fatty acid elongase 2) – білок, який кодується однойменним геном, розташованим у людей на 6-й хромосомі. Довжина поліпептидного ланцюга білка становить 296 амінокислот, а молекулярна маса — 34 585.
| 10         |  | 20         |  | 30         |  | 40         |  | 50         |
| ---------- |  | ---------- |  | ---------- |  | ---------- |  | ---------- |
| MEHLKAFDDE |  | INAFLDNMFG |  | PRDSRVRGWF |  | MLDSYLPTFF |  | LTVMYLLSIW |
| LGNKYMKNRP |  | ALSLRGILTL |  | YNLGITLLSA |  | YMLAELILST |  | WEGGYNLQCQ |
| DLTSAGEADI |  | RVAKVLWWYY |  | FSKSVEFLDT |  | IFFVLRKKTS |  | QITFLHVYHH |
| ASMFNIWWCV |  | LNWIPCGQSF |  | FGPTLNSFIH |  | ILMYSYYGLS |  | VFPSMHKYLW |
| WKKYLTQAQL |  | VQFVLTITHT |  | MSAVVKPCGF |  | PFGCLIFQSS |  | YMLTLVILFL |
| NFYVQTYRKK |  | PMKKDMQEPP |  | AGKEVKNGFS |  | KAYFTAANGV |  | MNKKAQ     |

A: Аланін

C: Цистеїн

D: Аспарагінова кислота

E: Глутамінова кислота

F: Фенілаланін

G: Гліцин

H: Гістидин

I: Ізолейцин

K: Лізин

L: Лейцин

M: Метіонін

N: Аспарагін

P: Пролін

Q: Глутамін

R: Аргінін

S: Серин

T: Треонін

V: Валін

W: Триптофан

Кодований геном білок за функцією належить до трансфераз. 
Задіяний у таких біологічних процесах, як метаболізм жирних кислот, метаболізм ліпідів, біосинтез жирних кислот, біосинтез ліпідів. 
Локалізований у мембрані, ендоплазматичному ретикулумі.